# Каднер, Отакар
Отакар Каднер (чеш. Otakar Kádner; 11 мая 1870, Угонице, Королевство Богемия — 6 мая 1936, Подебрады, Чехословакия) — чешский педагог-демократ.

## Биография
С 1907 года — доцент, а с 1911 года — профессор педагогики Карлова университета в Праге.
Вёл исследования преимущественно в области истории педагогики, общей педагогики и организации школьного дела. Общую педагогику понимал как философию воспитания, как свод теоретических положений о содержании, цели и методе воспитания.
Чрезмерное увлечение экспериментальным методом и фактографией отражает влияние на него позитивистской философии. Подчёркивая общественную роль воспитания и зависимость воспитательных учреждений от развития общества, цель воспитания видел в гармоническом развитии всех физических и духовных способностей личности. Каднер требовал демократизации образования: каждый должен получать образование в зависимости от его естественных способностей, а поэтому в школьной системе должны быть уничтожены классовые и социальные преграды, школа должна быть национальной по своему содержанию и организации. Каднер активно выступал против клерикализма и бюрократизма в школах.
Большое значение придавал подготовке учителей, содействовал открытию высших педагогических школ (в Праге и Брно, 1921), которые были организованы самими учителями; со дня основания до конца жизни Каднер руководил такой школой в Праге.

## Основные работы
- «История педагогики» (т. 1‒3, 1909‒1923);
- «Основы общей педагогики» (т. 1‒3, 1925‒1926);
- «Развитие и современная система школы» (т. 1‒4, 1929‒1938).